# Benjamin Hough
Benjamin Hough (* 1773 in Colony of Virginia; † 4. September 1819 in Chillicothe, Ohio) war ein US-amerikanischer Politiker. Er saß in beiden Kammern der Ohio General Assembly und war von 1808 bis 1815 Auditor of State von Ohio.

## Werdegang
Benjamin Hough, Sohn von Elizabeth Wilson und Amos Hough, wurde während der Regierungszeit von Georg III. in den Dreizehn Kolonien geboren. Seine Kindheit war vom Unabhängigkeitskrieg überschattet. 1802 lebte er im Jefferson County (Nordwestterritorium), wo er Vermessungsarbeiten im Cross Creek Township durchführte. Die Einteilung fand in Quarter Sections (160 Acres = 0,65 km2) statt. Nach dem Ohio ein Staat wurde, wählte man ihn bei der ersten stattgefundenen Wahl am 2. April 1804 zum County Commissioner. Hough vertrat von 1805 bis 1807 das Jefferson County im Senat von Ohio und von 1807 bis 1808 im Repräsentantenhaus von Ohio. Thomas Gibson trat am 1. März 1808 als Auditor of State von Ohio zurück. Die Legislative kam am 22. Februar 1808 zusammen und wäre vor Dezember 1808 nicht wieder zusammengekommen. Der Gouverneur von Ohio Thomas Kirker ernannte daher Hough zum neuen Auditor of State. Hough wurde am 18. Dezember 1809 durch die Legislative wiedergewählt und am 20. Februar 1812 erneut. Er bekleidete den Posten bis zum 15. März 1815. Nach dem Ende seiner Amtszeit verblieb er in der Hauptstadt Chillicothe. Er saß von 1815 bis 1816 für das Ross County im Senat von Ohio. Bei der Präsidentschaftswahl im Jahr 1816 fungierte er als Wahlmann der Demokratisch-Republikanischen Partei für James Monroe und Daniel D. Tompkins. Hough verstarb in Chillicothe und wurde dann auf dem Grandview Cemetery beigesetzt.
Er heiratete am 29. August 1806 Elizabeth Core. Die Trauung nahm der Friedensrichter Stephen Ford im Jefferson County (Ohio) vor.